# Chicerea (okręg Bacău)
Chicerea – wieś w Rumunii, w okręgu Bacău, w gminie Motoșeni. W 2011 roku liczyła 167 mieszkańców.